# マワルソラ
「マワルソラ」は、矢井田瞳の13枚目のシングル。発売元はEMIミュージック・ジャパン。

## 解説
EMIミュージック・ジャパンから青空レコードへ移籍する前の最後のシングル。
「マワルソラ」は、20世紀フォックスのアニメ映画『ロボッツ』のエンディングテーマ。その影響で、この曲のPVは矢井田瞳がロボッツのシーンに出演しているものとなっている。

## 収録曲
全作詞・作曲:矢井田瞳、全編曲:村田昭・矢井田瞳
1. マワルソラ (4:11)
『ロボッツ』日本版エンディングテーマ
2. ビルを見下ろす屋上で (4:21)
2004年のNHK月曜ドラマシリーズ『オーダーメイド〜幸せ色の紳士服店〜』エンディングテーマ

## 収録アルバム
- Here today-gone tomorrow (#1,2、#2はwhitfield version)
- THE BEST OF HITOMI YAIDA (#1,2)